# جويل براون
جويل براون (بالإنجليزية: Joel Brown)‏ هو منافس ألعاب قوى أمريكي، ولد في 31 يناير 1980 في بالتيمور في الولايات المتحدة.

## وصلات خارجية
- جويل براون على موقع الاتحاد الدولي لألعاب القوى (الإنجليزية)
- جويل براون على موقع الاتحاد الأمريكي لسباقات المضمار والميدان (الإنجليزية)
- جويل براون على موقع الدوري الماسي (الإنجليزية)